# São José do Itapinoã
São José do Itapinoã é um distrito do município brasileiro de Governador Valadares, no interior do estado de Minas Gerais. Segundo o censo demográfico de 2022, realizado pelo Instituto Brasileiro de Geografia e Estatística (IBGE), sua população era de 285 habitantes e havia 112 domicílios particulares permanentes ocupados. Possui área de 60,84 km² conforme a Fundação João Pinheiro (FJP). Foi criado pela lei municipal nº 3.790 de 28 de setembro de 1993.
De acordo com o IBGE, em 2010 a população era de 428 habitantes e havia 201 domicílios particulares.